# Sylvicola japonicus
Sylvicola japonicus är en tvåvingeart som först beskrevs av Matsumura 1915.  Sylvicola japonicus ingår i släktet Sylvicola och familjen fönstermyggor. Inga underarter finns listade i Catalogue of Life.